# Diso
Diso község (comune) Olaszország Puglia régiójában, Lecce megyében.

## Fekvése
A Salentói-félsziget déli részén fekszik.

## Története
A település eredete a 11. század elejére vezethető vissza. Első írásos említése 1003-ból származik, de a régészeti leletek tanúsága szerint a vidéket már az ókorban lakták (messzápok). A Castrói Grófság része volt. 1806-ban vált önállóvá, amikor a Nápolyi Királyságban felszámolták a feudalizmust.

## Népessége
A népesség számának alakulása:

## Főbb látnivalói
- Santi Apostoli Filippo e Giacomo-templom (18. század)
- Madonna Immacolata-templom (17. század)
- Kapucinus kolostor (17. század)
- Sant’Oronzo-templom (17. század)